# Nightbird (Erasure)
Nightbird è l'undicesimo album discografico in studio del gruppo musicale synthpop britannico Erasure, pubblicato nel 2005.

## Tracce
1. No Doubt – 3:59
2. Here I Go Impossible Again – 3:41
3. Let's Take One More Rocket to the Moon – 4:45
4. Breathe – 3:49
5. I'll Be There – 3:20
6. Because Our Love Is Real – 3:39
7. Don't Say You Love Me – 4:01
8. All This Time Still Falling Out of Love – 4:16
9. I Broke It All in Two – 3:39
10. Sweet Surrender – 3:59
11. I Bet You're Mad at Me – 6:33

## Formazione
- Andy Bell - voce
- Vince Clarke - chitarra, synth